# Mesocentrotus franciscanus
Mesocentrotus franciscanus — вид морских ежей из семейства Strongylocentrotidae, обитающих в северо-восточной части Тихого океана от Аляски до Калифорнии. Обитает на мелководье от линии отлива до 280 м, обычно встречается на скалистых берегах, защищённых от сильного приливного воздействия, в местах, где есть ламинария.

## Внешний вид и строение
Шарообразное тело морского ежа полностью покрыто острыми шипами, которые растут на твердом панцире, который окружает животное. Его цвет может варьироваться от красного до тёмно-бордового. В редких случаях встречаются экземпляры-альбиносы. У него имеется рот, расположенный на нижней стороне, который окружен пятью зубами. Во время личиночного развития тело морского ежа переходит от двусторонней к радиальной симметрии.
Двусторонне симметричная личинка, называемая эхиноплутеус, впоследствии развивает тип пентарадиальной симметрии, характерный для иглокожих. Она очень медленно ползает по морскому дну, используя свои шипы, с помощью трубчатых ног. Среди шипов разбросаны ряды крошечных трубчатых ножек с присосками, которые помогают ему передвигаться и прилипать к морскому дну.

## Питание
Животное имеет рот со специальными челюстями (Аристотелев фонарь), расположенными на нижней (ротовой) поверхности. Предпочтительная пища — морские водоросли и водоросли, которые он соскабливает и отрывает от морского дна. Во время личиночного развития ежи используют ленточки ресничек для захвата пищи из толщи воды. Красные морские ежи, найденные в канале, прилегающем к острову Сан-Хуан, ведут исключительно неподвижный образ жизни, поскольку сильные течения приносят изобилие пищи.

## Поведение и размножение
Морских ежей часто можно встретить живущими в скоплениях от пяти до десяти особей. Они обладают способностью регенерировать утраченные шипы. Продолжительность жизни часто превышает 30 лет, но некоторые экземпляры, по данным ученых, имеют возраст более 200 лет. Красные морские ежи являются прожорливыми пожирателями ламинарии и причастны к опустошению ламинарий. Интенсивное пастбищное давление, оказываемое ежами, является важным звеном в трофическом каскаде, часто наблюдаемом на западном побережье Северной Америки, в котором хищничество морской выдры влияет на численность ежей, что в свою очередь влияет на уничтожение ламинарии. В отличие от негативно воспринимаемого влияния ежей на структуру сообщества в открытых прибрежных зарослях ламинарии, их неподвижное поведение и захват детритных водорослей на островах Сан-Хуан, как предполагается, создают важную среду обитания и источник энергии ниже фотической зоны. Эти разнообразные экосистемные эффекты красных ежей подчёркивают их важность как инженеров экосистем в экосистемах скалистых рифов умеренной зоны.
Пик нереста приходится на период с июня по сентябрь. Яйца оплодотворяются снаружи, пока они плавают в океане, а планктонные личинки остаются в толще воды около месяца, прежде чем оседают на дно, где проходят метаморфозу в молодых ежей. Молодые особи используют химические сигналы для обнаружения взрослых особей. Хотя молодые особи встречаются почти исключительно под скоплениями взрослых, взрослые и молодые особи не связаны напрямую.